# Elsinoë veneta
Elsinoë veneta (Burkh.) Jenkins – gatunek grzybów z klasy Dothideomycetes. U malin i jeżyn wywołuje chorobę o nazwie antraknoza maliny i jeżyny.

## Systematyka i nazewnictwo
Pozycja w klasyfikacji według Index Fungorum: Elsinoë, Elsinoaceae, Myriangiales, Dothideomycetidae, Dothideomycetes, Pezizomycotina, Ascomycota, Fungi.
Po raz pierwszy zdiagnozował go w 1917 r. Walter Hagemeyer Burkholder nadając mu nazwę Plectodiscella veneta. Obecną, uznaną przez Index Fungorum nazwę nadała mu Anna Eliza Jenkins w 1932 r.

## Morfologia i rozwój
Grzyb mikroskopijny, pasożyt i saprotrof. Owocniki w postaci askostromy zbudowanej z cienkościennych, jasnobrunatnych pseudoparenchymatycznych komórek tworzących komory, w których znajdują się pojedyncze worki. Askostroma ma mniej więcej kulisty kształt i średnicę do 150 μm. Znajduje się pod skórką porażonej rośliny. Po dojrzeniu staje się galaretowata. Powstające w niej askospory wydostają się przez gwiaździste pęknięcie askostromy i naskórka. Worki prawie kuliste, grubościenne, 8–zarodnikowe, o średnicy 25–30 μm. Askospory podłużnie eliptyczne, bezbarwne lub jasnożółte, z 3 przegrodami. Mają rozmiary 8–21 × 6–8 μm, na przegrodach są zwężone.
Krótkie, nierozgałęzione, stożkowate konidiofory zgrupowane w acerwulusach. Tworzą się na nich bezbarwne, podłużnie eliptyczne konidia o rozmiarach 5–7 × 2–3 μm.
Elsinoë veneta poraża wszystkie nadziemne części malin i jeżyn, najsilniej młode pędy.

## Występowanie
Znane jest występowanie tego gatunku w Ameryce Północnej, Europie i Australii. Na kontynentach tych jest szeroko rozprzestrzeniony. Rozwija się na różnych gatunkach rodzaju jeżyna (Rubus), zwłaszcza na takich gatunkach, jak: Rubus idaeus, Rubus occidentalis, Rubus ursinus, Rubus  villosus, Rubus vitifolius, Rubus fruticosus.